# Zadworze (województwo lubelskie)
Zadworze (dawn. Popkowice-Zadworze) – wieś w Polsce, położona w województwie lubelskim, w powiecie kraśnickim, w gminie Urzędów.
W latach 1975–1998 miejscowość administracyjnie należała do ówczesnego województwa lubelskiego.
Wieś stanowi sołectwo gminy Urzędów.